# June Elvidge
June Elvidge (Saint Paul, 30 giugno 1893 – Eatontown, 1º maggio 1965) è stata un'attrice statunitense che lavorò nel cinema all'epoca del muto.

## Filmografia
- The Lure of Woman (1915)
- The Flash of an Emerald, regia di Albert Capellani (1915)
- A Butterfly on the Wheel, regia di Maurice Tourneur (1915)
- The Rack, regia di Émile Chautard (1915)
- Love's Crucible, regia di Emile Chautard (1916)
- The Hand of Peril, regia di Maurice Tourneur (1916)
- La bohème (La vie de Bohème), regia di Albert Capellani (1916)
- Fate's Boomerang, regia di Frank H. Crane (1916)
- Paying the Price, regia di Frank H. Crane (1916)
- The Almighty Dollar, regia di Robert Thornby (1916)
- The World Against Him, regia di Frank Hall Crane (1916)
- The Red Woman (1917)
- A Square Deal, regia di Harley Knoles (1917)
- A Girl's Folly , regia di Maurice Tourneur (1917)
- The Social Leper, regia di Harley Knoles (1917)
- The Whip, regia di Maurice Tourneur (1917)
- The Family Honor, regia di Émile Chautard (1917)
- The Page Mystery , regia di Harley Knoles (1917)
- The Crimson Dove, regia di Romaine Fielding (1917)
- The Price of Pride, regia di Harley Knoles (1917)
- Youth, regia di Romaine Fielding (1917)
- The Guardian, regia di Arthur Ashley (1917)
- Rasputin, the Black Monk, regia di Arthur Ashley (1917)
- Shall We Forgive Her?, regia di Arthur Ashley (1917)
- The Tenth Case, regia di George Kelson (1917)
- The Strong Way , regia di George Kelson (1917)
- The Marriage Market, regia di Arthur Ashley (1917)
- The Beautiful Mrs. Reynolds, regia di Arthur Ashley (1918)
- Broken Ties, regia di Arthur Ashley (1918)
- The Way Out, regia di George Kelson (1918)
- The Oldest Law, regia di Harley Knoles (1918)
- Stolen Orders, regia di George Kelson, Harley Knoles (1918)
- The Cabaret, regia di Harley Knoles (1918)
- A Woman of Redemption, regia di Travers Vale (1918)
- Joan of the Woods, regia di Travers Vale (1918)
- The Power and the Glory, regia di Lawrence C. Windom (1918)
- Appearance of Evil, regia di Lawrence C. Windom (1918)
- The Zero Hour, regia di Travers Vale (1918)
- The Bluffer, regia di Travers Vale (1919)
- The Moral Deadline, regia di Travers Vale (1919)
- The Love Defender, regia di Tefft Johnson (1919)
- The Quickening Flame, regia di Travers Vale (1919)
- Three Green Eyes, regia di Dell Henderson (1919)
- The Social Pirate, regia di Dell Henderson (1919)
- Almost Married, regia di Charles Swickard (1919)
- Love and the Woman, regia di Tefft Johnson (1919)
- Coax Me, regia di Gilbert P. Hamilton (1919)
- His Father's Wife, regia di Frank Hall Crane (1919)
- The Woman of Lies, regia di Gilbert P. Hamilton (1919)
- The Poison Pen, regia di Edwin August (1919)
- The Steel King, regia di Oscar Apfel (1919)
- The Law of the Yukon, regia di Charles Miller (1920)
- Fine Feathers, regia di Fred Sittenham (1921)
- Beauty's Worth , regia di Robert G. Vignola (1922)
- L'età di amare (Beyond the Rocks), regia di Sam Wood (1922)
- The Man Who Saw Tomorrow, regia di Alfred E. Green (1922)
- Una donna impossibile (The Impossible Mrs. Bellew), regia di Sam Wood (1922)
- Thelma, regia di Chester Bennett (1922)
- Lo sciacallo (Quincy Adams Sawyer), regia di Clarence G. Badger (1922)
- La donna è mobile (Forsaking All Others), regia di Émile Chautard (1922)
- La forza d'una menzogna (The Power of a Lie), regia di George Archainbaud (1922)
- The Woman Conquers, regia di Tom Forman (1922)
- The Prisoner, regia di Jack Conway (1923)
- Temptation, regia di Edward LeSaint (1923)
- L'undecima ora (The Eleventh Hour), regia di Bernard J. Durning (1923)
- Painted People, regia di Clarence G. Badger (1924)
- Pagan Passions, regia di Colin Campbell (1924)
- The Right of the Strongest, regia di Edgar Lewis (1924)
- The Torrent, regia di William Doner, Andrew Percival Younger (1924)
- Chalk Marks, regia di John G. Adolfi (1924)